# Divers
Divers è il quarto album in studio della cantautrice statunitense Joanna Newsom, pubblicato nel 2015 da Drag City.

## Tracce
1. Anecdotes – 6:27
2. Sapokanikan – 5:11
3. Leaving the City – 3:48
4. Goose Eggs – 5:01
5. Waltz of the 101st Lightborne – 5:22
6. The Things I Say – 2:35
7. Divers – 7:07
8. Same Old Man – 2:26
9. You Will Not Take My Heart Alive – 4:01
10. A Pin-Light Bent – 4:26
11. Time, As a Symptom – 5:28

## Critica
Il disco è stato inserito nella classifica dei migliori album del 2015 secondo Pitchfork alla posizione #13.